# Katharina Rupf
Katharina Rupf (* 13. Januar 1986 in Karl-Marx-Stadt, gesch. Krapp,  verh. Rohbeck) ist eine ehemalige deutsche Leichtathletin. 1995 bis 2004 startete sie für den LAC Erdgas Chemnitz und wechselte ab 2005 zum TuS Jena. Sie wurde mehrfache Landesmeisterin in Sachsen und Thüringen, Mitteldeutsche Meisterin und Deutsche Meisterin in der Jugend im Siebenkampf, 60/100 m Hürden und Weitsprung, Kugelstoßen und Speerwurf. Einige Landesrekorde in Sachsen haben bis heute Bestand. 2007 beendete sie ihre sportliche Laufbahn.
Heute lebt sie mit ihrem Mann Patrick Rohbeck und zwei Töchtern in Jena und arbeitet als Sport- und Musiklehrerin an einem Gymnasium.
Sie tritt als Sängerin und  Moderatorin im Thüringer Raum auf.
| Personendaten    | Personendaten           |
| ---------------- | ----------------------- |
| NAME             | Rupf, Katharina         |
| KURZBESCHREIBUNG | deutsche Leichtathletin |
| GEBURTSDATUM     | 13. Januar 1986         |
| GEBURTSORT       | Karl-Marx-Stadt         |